# Santa Maria del Carmine e San Giuseppe al Casaletto
Santa Maria del Carmine e San Giuseppe al Casaletto är en kyrkobyggnad i Rom, helgad åt Jungfru Maria och särskilt åt hennes roll som Vår Fru av Berget Karmel samt åt den helige Josef. Kyrkan är belägen vid Via del Casaletto i Casaletto i förorten Gianicolense och tillhör församlingen Santa Maria del Carmine e San Giuseppe al Casaletto.

## Historia
Den första kyrkan på denna plats uppfördes år 1773. Med tiden visade sig denna vara för liten och år 1853 byggdes en ny kyrka. Den nuvarande kyrkan, konsekrerad den 8 december 1934, är den tredje på platsen och ritades av arkitekten Tullio Rossi.
Den tämligen spartanska fasaden föregås av en portik. Interiören är enskeppig.